# 이진성 (1986년생 배우)
이진성(1986년 6월 17일 ~ )은 대한민국의 배우이다.

## 학력
- 동국대학교 연극학과 학사

## 출연작

### 영화
- 《미드나이트》 (2021년) - 남사원 4 역
- 《아내를 죽였다》 (2019년) - 경찰 3 역
- 《장례난민》 (2017년) - 주유소 직원 역
- 《군함도》 (2017년)
- 《건우와 덴마크》 (2016년)
- 《인천상륙작전》 (2016년) - 인민군 역
- 《수색역》 (2016년) - 호영 역
- 《뷰티 인사이드》 (2015년) - 응급실 인턴 역
- 《방황하는 칼날》 (2014년) - 화장실 구타학생 1 역
- 《화이: 괴물을 삼킨 아이》 (2013년) - 인천병원 지원 조직원 역

### 드라마
- 《가두리횟집》 (웹드라마, 2020년) - 마종민 역
- 《부잣집 아들》 (MBC, 2018년)
- 《세가지색 판타지 - 반지의 여왕》 (MBC, 2017년)
- 《행복을 주는 사람》 (MBC, 2016년) - 나감독 역
- 《캐리어를 끄는 여자》 (MBC, 2016년)
- 《식샤를 합시다 2》 (tvN, 2015년) - 편의점 헤벌레남 세호 역
- 《막돼먹은 영애씨 시즌 11》 (tvN, 2013년) - 이진성 역